# Kitoj
Kitoj (rusky Китой je řeka v Burjatské republice a v Irkutské oblasti v Rusku. Je dlouhá 316 km. Povodí řeky má rozlohu 9 190 km².

## Průběh toku
Vzniká soutokem zdrojnic Samarta a Urda Ulzyta, které stékají z Kitojských Golců ve Východním Sajanu. Protéká mezi nimi a Tunkinskýmo Golcy. Na dolním toku je říční údolí široké a bažinaté. Ústí zleva do Angary (povodí Jeniseje).

## Vodní režim
Zdrojem vody jsou převážně dešťové srážky. Průměrný roční průtok vody v ústí činí 115 m³/s a maximální 2 340 m³/s. Zamrzá ve druhé polovině října a rozmrzá na konci dubna až na začátku května.

## Využití
Řeka je splavná. Leží na ní města Kitoj a Angarsk.